# Juventus Italia Football Club 1922-1923
Questa pagina raccoglie le informazioni riguardanti la Juventus Italia Football Club nelle competizioni ufficiali della stagione 1922-1923.

## Stagione
Nella stagione 1922-1923 la Juventus Italia ha disputato il girone C del campionato di Seconda Divisione Nord.

## Rosa
| N. |                   | Ruolo | Calciatore       |
| -- | ----------------- | ----- | ---------------- |
|    | Italia (bandiera) | C     | Giuseppe Alberti |
|    | Italia (bandiera) | A     | Barzaghi         |
|    | Italia (bandiera) | P     | Begna            |
|    | Italia (bandiera) | D     | Luigi Besia      |
|    | Italia (bandiera) | A     | Dino Cavalleri   |
|    | Italia (bandiera) | C     | Riccardo Cerri   |
|    | Italia (bandiera) | P     | Colombo          |
|    | Italia (bandiera) | P     | Martinet         |

| N. |                   | Ruolo | Calciatore           |
| -- | ----------------- | ----- | -------------------- |
|    | Italia (bandiera) | A     | Ermanno Missaglia    |
|    | Italia (bandiera) | D     | Cesare Paltenghi     |
|    | Italia (bandiera) | D     | Ponti                |
|    | Italia (bandiera) | A     | Ruffini              |
|    | Italia (bandiera) | C     | Gaspare Sacchi       |
|    | Italia (bandiera) | C     | Tolomeo Tognasso (I) |
|    | Italia (bandiera) | C     | Vanoli               |
|    | Italia (bandiera) | A     | Clemente Vitale      |